# Craig Walton
Craig Walton (Ulverstone (Tasmanië), 10 oktober, 1975) is een voormalig triatleet uit Australië.
Walton deed in 2000 mee aan de eerste triatlon op de Olympische Zomerspelen van Sydney. Hij voltooide het zwemonderdeel het snelste van alle deelnemers in 17.17,69. Hij werd 27e overall in een tijd van 1:50.57,66. Hierna nam hij deel aan verschillende Ironman-wedstrijden. Zijn beste prestatie tot op heden is een derde plaats bij de Ironman California in 2001 met een tijd van 8:39.44.
Hij is aangesloten bij Ulverston en verloofd met olympisch kampioene Emma Snowsill.

## Palmares

### triatlon
- 1994: 4e WK junioren in Wellington
- 1995:  WK junioren in Cancún - 1:57.10
- 1996: 15e WK olympische afstand in Cleveland - 1:42.22
- 2000:  WK olympische afstand in Perth - 1:51.58
- 2000: 27e Olympische Spelen - 1:50.57,66
- 2001:  Ironman California - 8:39.44
- 2002: 5e Ironman Australia - 8:38.54
- 2002: 5e Ironman 70.3 California - 3:49.43
- 2003:  Escape from Alcatraz - 2:07.33
- 2004: 6e Escape from Alcatraz - 1:58.24